# Muskelbristning
Muskelbristning, ibland kallad muskelsträckning, är när flera muskelfibrer går sönder varvid en muskelbristning uppstår. Musklerna är uppbyggda av många muskelfibrer som är uppbyggda av fibriller, dessa är i sin tur uppbyggda av så kallade filament. Fibrillerna är mycket små och snor sig ihop med varandra och bildar då tillsammans en muskelfiber. Fibrerna buntar ihop sig, och denna typ av bunt kallas för muskelfascikel. När en muskelbristning sker kan det handla om att hela muskeln är skadad eller bara enskilda delar. En lokal blödning i och kring den trasiga muskelvävnaden uppstår vid muskelbristning.

## Varför skadas en muskel?
Det finns många olika orsaker till att en muskelbristning uppstår och beroende på hur vältränad muskeln är krävs olika mycket ansträngning för att skada den. Är man otränad och överbelastar muskeln kraftigt är det stor risk för att man får en muskelbristning. Muskler kan bara utföra en viss mängd arbete under en viss tid och när den begränsade mängden arbete överskrids hamnar man i riskzonen för en muskelbristning. Detta kan ske genom kortvarig stor belastning eller långvarig mindre belastning, även om man slarvat med uppvärmning och utsätter kroppen för mycket arbete.
Hur mycket arbete som krävs för att man ska hamna i riskzonen varierar från person till person eftersom alla är olika mycket tränade.

## Återhämtning
Så fort som möjligt bör man lägga på ett tryckförband som kan minska svullnaden och blödningen. Man ska hålla benet högt och gärna använda en kylpåse eller något kallt som kan fungera som smärtstillande. Viktigt att tänka på är att kylpåsen aldrig får läggas direkt på huden eftersom det finns risk för köldskador. Under de närmaste dagarna bör muskeln bara vila, helst med förband. 
När man sedan ska börja träna igen är det viktigt med ordentlig uppvärmning och att inte överskrida smärtgränsen. Man ska ta det lugnt i början och öka träningen med tiden.
För att undvika muskelbristningar bör man värma upp ordentligt och sedan hålla muskeln varm med skyddad klädsel. Är man otränad bör man inte belasta muskeln alltför mycket i början av träningspasset.